# Cactus and Succulent Society of America
Cactus and Succulent Society of America (CSSA) es va fundar el 1929 al comtat de Los Angeles, a Pasadena, Califòrnia i ha crescut fins a englobar més de 80 clubs afiliats i milers de membres a tot el món. El propòsit principal de la societat és gaudir de plantes suculentes  (emmagatzemadores d'aigua) mitjançant l'horticultura, els viatges i el descobriment científic, amb una preocupació particular per la conservació de l'hàbitat i els problemes de conservació en els deserts de tot el món.

## Objectius
La Societat dona suport a la comunitat de cactus i suculentes, tant per a aficionats com professionals, mitjançant l'educació, la conservació, la recerca científica i les beques per a la recerca.
És una organització sense ànim de lucre exempta d'impostos.

## Activitats
La Societat realitza una sèrie d'activitats per assolir els seus objectius:
- Publica The Cactus and Succulent Society Journal, trimestral i l'anuari més tècnic de la societat, Haseltonia.
- Organitza una convenció anual per als membres
- Participa en una convenció internacional biennal[3]
- Facilita excursions exclusives per a membres a hàbitats natius de cactus i altres plantes suculentes
- Organitza la venda de llavors de cactus i suculentes a membres del CSSA Seed Depot